# Tour du Leughenaer
La Tour du Leughenaer (ancienne graphie du mot néerlandais leugenaar qui signifie « menteur ») est une tour octogonale de 30 mètres de haut à Dunkerque. Érigée vers 1450, cette tour est le monument le plus ancien de la ville. Elle a été édifiée par Jacques Desfontaines, entourée au XVIIIe siècle d'une plate-forme de surveillance du port, puis rehaussée en 1814 pour y installer une lanterne de phare. Elle a conservé une grande partie de ses dispositifs techniques du XIXe siècle.
La Tour est classée Monument historique en 1995.

## La légende des naufrageurs
C’est bien après son édification qu’elle fut affublée du surnom de « Tour du Menteur ». Elle fut baptisée ainsi à la suite de l’échouage, sur les bancs de sable de la rade, de nombreux bateaux pourtant guidés par les signaux émis de son sommet. Au fil des ans, la légende des « naufrageurs » prit forme : les Dunkerquois auraient envoyé de faux signaux afin d’échouer volontairement les embarcations pour les piller. En réalité, si certains navires n’atteignaient jamais le port, c’était surtout à cause du chenal d’accès trop sinueux.